# Luigi Cherubini
Luigi Cherubini (Firenca, 14. rujna 1760. – Pariz, 13. ožujka 1842.), talijanski skladatelj.
Već s 13 godina napisao je Misu D-dur, jedno od svojih velikih djela. Od 1787. godine živio je u Parizu. Stvorio je tip francuske herojske opere u duhu Revolucije (tzv. "opere spasa" i "opere užasa"). Koristio je raskošnu orkestraciju i goleme zborove. Kao profesor pariškog konzervatorija ostavio je traga u francuskoj glazbi, a njegovi udžbenici se i danas upotrebljavaju u Francuskoj. 